# Bulbophyllum rubrolabium
Bulbophyllum rubrolabium är en orkidéart som beskrevs av Rudolf Schlechter. Bulbophyllum rubrolabium ingår i släktet Bulbophyllum och familjen orkidéer. Inga underarter finns listade i Catalogue of Life.